# Монумент Матері
Монумент Матері (с. Старе, Бориспільського р-н, Україна)
Дата відкриття 30 вересня 2017 року

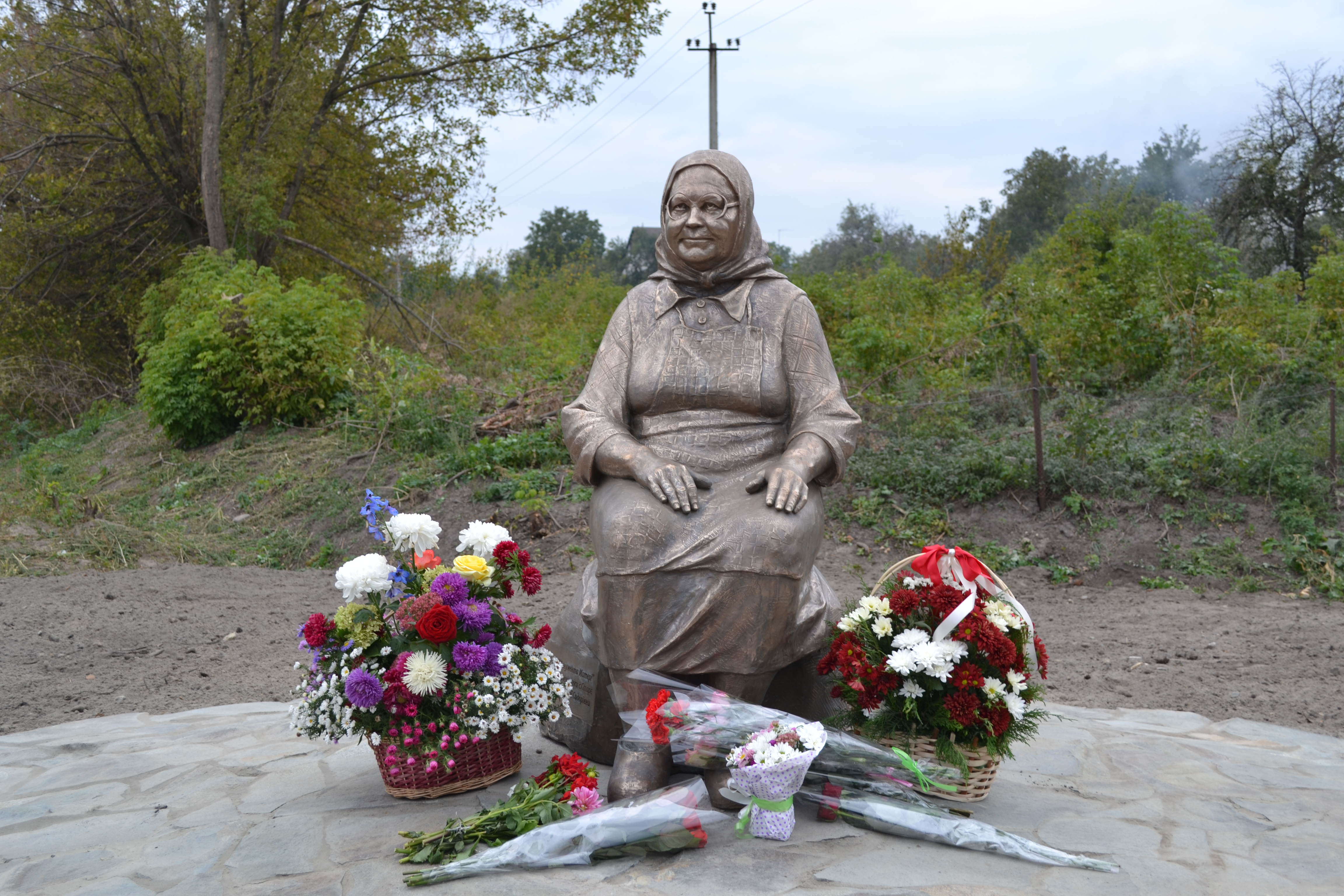
Монумент Матері (с. Старе, Бориспільський р-н)

З метою патріотичного виховання дітей та важливості ролі матері в українському суспільстві як жінки, яка дає життя поколінням та залишається символом рідного краю та Батьківщини, в суспільстві виникає потреба до символів, монументів, які формують стержень молодого українця, його повагу до старшого покоління, землі, яка дала йому дорогу в життя та виховала його як особистість.  

30 вересня 2017 р
оку — Відкриття Монументу Матері
Освячення Монументу Матері

30 вересня 2017 року — Відкриття Монументу Матері
Хор « Осіннє золото»

Автором та меценатом проекту є Ніжинський Сергій Сергійович, ініціативу якого підтримали громадські організації «ПАТРІОТ» на чолі з Миколою Ярославовичем Голомшою та «Союз експертів по боротьбі з корупцією», що було схвалено державними структурами, як частину культурної спадщини.
Заручившись підтримкою та допомогою місцевого голови Старинської сільської ради Макаренко Валерія Миколайовича вдалося реалізувати даний проект. 
Образ монументу вибраний неспроста, адже саме образ матері (бабусі) як жінки, яка зустрічає своїх дітей в рідному краю, та якому уродженець зобов'язаний, повинен завжди пам'ятати та бути вірним до кінця свого життя. Саме батьки завжди зустрічають та очікують своїх дітей чи то з війни, чи то з роботи, чи із-за кордону, але очікують і завжди чекають вдома.  

30 вересня 2017 року- Відкриття Монумента Матері
дитячий виступ

Даний монумент повинен стати одним із небагатьох символів с. Старе, з яким будуть асоціюватись свята День Матері, 8-березня, День вчителя, День Ангела, Св. Богородиці та інші. Діти зі школи можуть відвідувати та покладати квіти, приходити особисто з батьками, декламувати українських письменників. Таким чионом вже в ранньому віці в дітей укріпляється бажання допомагати батькам, любити їх, адже саме сім'я є запорукою успіху дитини в майбутньому.  
Образ жінки на Монументі Матері скопійовано з  мешканки села Старе Бориспільського району, нині вже померлої, Бойко Єфросинії  Сидорівни, яка проживала недалеко від в'їзду до села по вул. Партизанській  та саме на цьому перехресті чекала своїх дітей з м. Києва. Будучи інвалідом, переживши війну та важке життя, як і більшість українських жінок, вона самотужки збудувала першу хату на хуторі «Гора», працювала на Старинському цукровому заводі.  
Кожен  уродженець свого краю, в'їжджаючи до села, повинен задуматись та запитати себе, який його особистий внесок  та що він  зробить у майбутньому для свого рідного краю.   Цей Монумент є мотивацією та символом мешканців  для розвитку села та усвідомлення заради кого ми живемо у цьому буденному житті.